# Basselinia glabrata
Basselinia glabrata är en enhjärtbladig växtart som beskrevs av Odoardo Beccari. Basselinia glabrata ingår i släktet Basselinia och familjen Arecaceae. IUCN kategoriserar arten globalt som sårbar. Inga underarter finns listade i Catalogue of Life.